# Jean Guillaume Law de Lauriston
Pour les articles homonymes, voir Law de Lauriston.
Jean Guillaume Law de Lauriston, navigateur français, né le 8 septembre 1766 à Chandernagor, décédé en 1788, à Vanikoro, membre de l'expédition de Lapérouse (1er août 1785-1788), frère de Jacques Alexandre Law de Lauriston.

## Biographie

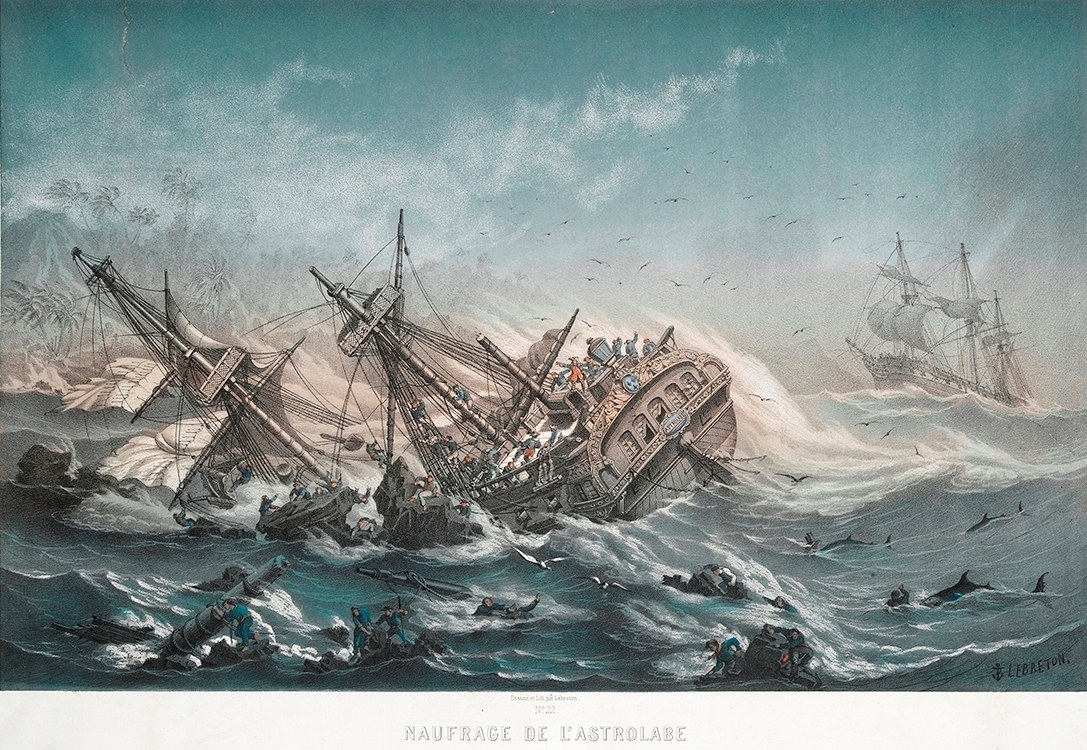
Le naufrage de L’Astrolabe dans lequel disparait Jean Guillaume Law de Lauriston à Vanikoro.

Il est né de Jean Law de Lauriston, Gouverneur de Pondichéry et commandant de tous les établissements français dans l'Inde et de Jeanne de Carvalho. Jean-Guillaume de Lauriston, comme ses frères et à l'exemple de son oncle et de son père, entre au service du roi ; il choisit pour sa part la marine. 
Il entre en 1782 dans la compagnie des gardes de la marine à Toulon. En 1785, il compte déjà quatre campagnes. La première, durant la guerre d'indépendance américaine, l'engage dans un combat le 6 décembre 1782 ; où il est fait prisonnier sur le Solitaire. Il effectue sa seconde campagne, à bord du Téméraire, du 31 mai 1783 au 13 mars 1784. Pour sa troisième campagne, il se trouve sous les ordres de Clonard, commandant La Guyane, destinée pour Riga d'où elle rapporte du bois pour les constructions navales.
La campagne qu'il fait ensuite aux îles sur le Séduisant commandé par M. de Sainneville dure neuf mois et s'avère éprouvante pour lui : malade il désire désarmer quelque temps à son retour pour se reposer, mais aussi apprendre son cours et monter en grade. Lauriston éprouve alors le sentiment de piétiner à la fois dans son expérience maritime et son avancement. Trop fatigué après sa campagne sur le Séduisant pour repartir aussitôt en mer ou préparer, comme il en avait l'intention, son examen pour devenir enseigne, il obtient le 30 janvier 1785 un congé de trois mois pour rétablir sa santé. 
Quatre mois plus tard, on le choisit pour embarquer sur L'Astrolabe qui doit participer avec un autre navire à une longue campagne d'exploration dans l'océan Pacifique. Il fut spécialement recommandé à Paul Fleuriot de Langle par Jean-Charles de Borda. Il est possible aussi que Clonard soit entré pour quelque part dans l'embarquement du jeune Lauriston à bord de L'Astrolabe. Dès le 26 mai 1785, il est à Brest, participe activement à l'armement, si l'on s'en rapporte à ce qu'il écrit à ses parents durant le temps des préparatifs.
En 1788, après trois ans de voyage et une immense collecte scientifique, les deux navires de l'expédition se fracassent sur les récifs de Vanikoro. Jean Guillaume Law de Lauriston disparait dans le naufrage avec tous les autres marins et l'équipe scientifique.